# Эйсид-джаз
Эйсид-джаз (англ. acid jazz; с англ. — «кислотный джаз») — музыкальный жанр, в котором совмещаются элементы соула, фанка, диско, джаза и хип-хопа.

## История
Становление стиля произошло в середине 1980-х годов и связано с модой на использование семплов из джаз-фанка 1970-х среди диджеев, играющих в ночных клубах Великобритании. Считается, что термин «acid jazz» придумал Джайлз (Жиль) Петтерсон, лондонский диджей и основатель одноимённого рекорд-лейбла. В конце 1980-х термин был популярен среди играющих подобную музыку британских диджеев, которые использовали его в шутку, подразумевая, что их музыка являлась альтернативой популярному тогда эйсид-хаусу. Таким образом, прямого отношения к «кислоте» (то есть ЛСД) термин не имеет. В США термин «acid jazz» почти не употребляется, чаще встречаются термины «groove jazz» и «club jazz».
Пик популярности эйсид-джаза приходится на первую половину 90-х. В то время к этому направлению помимо синтеза танцевальной музыки и джаза относили джаз-фанк 1990-х (Jamiroquai, The Brand New Heavies, James Taylor Quartet, Solsonics), хип-хоп с элементами джаза (записанный с живыми музыкантами либо джазовыми семплами) (US3, Guru, Digable Planets), эксперименты джазовых музыкантов с хип-хоп музыкой (Doo-Bop Майлза Дэвиса, «Rockit» Херби Хэнкока) и т. д. После 1990-х популярность эйсид-джаза пошла на убыль, а традиции стиля были позже продолжены в нью-джазе.